# Bertrand Crasson
Bertrand Crasson (Bruselas, Bélgica, 5 de octubre de 1971) es un exfutbolista belga que se desempeñó como defensa en diversos clubes de Bélgica e Italia (único país donde jugó en el extranjero).

## Clubes
| Club        | País    | Año         |
| ----------- | ------- | ----------- |
| Anderlecht  | Bélgica | 1989 - 1996 |
| Napoli      | Italia  | 1996 - 1998 |
| Anderlecht  | Bélgica | 1998 - 2003 |
| Lierse      | Bélgica | 2003 - 2004 |
| FC Bruselas | Bélgica | 2004 - 2005 |

## Selección nacional
Crasson fue miembro de la selección de fútbol de Bélgica, entre los años 1991 y 2001, jugando 10 años en el seleccionado belga, con el cual jugó 26 partidos internacionales y anotó solo un gol por dicho seleccionado. Incluso participó con su selección en una sola Copa Mundial y fue la de Francia 1998, donde su selección quedó eliminada en la primera fase, terminando tercera en su grupo.

## Participaciones en Copas del Mundo
| Mundial                        | Sede    | Resultado    |
| ------------------------------ | ------- | ------------ |
| Copa Mundial de Fútbol de 1998 | Francia | Primera fase |